# 甲酸乙酯
甲酸乙酯是一種甲酸酯，结构式為HC(O)OCH2CH3，示性式為{\displaystyle HCOOC_{2}H_{5}}

## 性质
甲酸乙酯為无色透明且帶有宜人芳香气味的易挥发液体。和乙醇、乙醚混溶，易溶于丙酮。遇水會逐渐分解。对眼鼻有刺激性，但毒性比甲酸甲酯弱。
已在射手座B2的银河系区域的尘云中发现了甲酸乙酯。它是用30米IRAM射电望远镜识别的50种分子物种之一。

## 製造方式
甲酸与乙醇在硫酸催化下进行酯化，再经中和、水洗後得到甲酸乙酯成品。
{\displaystyle \ HCOOH+C_{2}H_{5}OH\ {\xrightarrow {H_{2}SO_{4}}}\ HCOOC_{2}H_{5}+H_{2}O}

## 用途
用作醋酸纤维素和硝酸纤维素的溶剂，医药中间体，作物杀菌剂，食品与烟用香精。
甲酸乙酯是朗姆酒和覆盆子这两种味道的组成部分。